# 藁科満治
藁科 滿治（わらしな みつはる、1931年12月25日 ‐ ）は、日本の政治家。
参議院議員（2期）、内閣官房副長官、民主党参議院議員会長を歴任。

## 概要
神奈川県出身。浅野中学校を経て1950年に浅野高校を卒業。高校時代は野球部に所属していた。1958年、明治学院大学経済学部を卒業した。1957年富士通に入社し、労働組合の活動に携わりながら早稲田大学大学院経済学研究科に通って労働問題を勉強するも中退した。1968年に電機労連に転出、1974年より電機労連書記長を務め、1983年からは中立労連事務局長を兼務。1984年7月に電機労連委員長に、9月には中立労連議長に、1985年には全民労協副議長に就任した。1987年には全民労連の会長代理に就き1989年に連合の会長代行に就任した。1990年には電機労連会長に就任。
1992年の第16回参議院議員通常選挙において、福間知之に代わり電機労連の組織内候補として日本社会党の比例名簿第1位に搭載され、初当選。1996年10月11日には、前任者の辞任に伴い第1次橋本内閣内閣官房副長官に就任するが、同月に行われた衆議院総選挙において敗れた社会民主党が、橋本内閣に閣僚を送らず、閣外協力とすることを決めたため、藁科は就任からわずか一月で官房副長官を退任した。
1997年1月には社会民主党を離党し民主党に入党した。1998年の第18回参議院議員通常選挙で2選。
2002年に民主党神奈川県連代表に就任。2003年には民主党の参議院議員会長に、2004年には民主党国家基本政策委員長に就任した。
2004年の参院選には立候補せず、政界から引退した。2005年には民主党神奈川県連が開設した「民主スクール」の学長に就任。藁科は大学時代に出会った囲碁に造詣が深く、囲碁文化振興議員連盟副会長を務めたことから2011年には囲碁普及に貢献した人物に贈られる大倉喜七郎賞の受賞者に選ばれている。囲碁殿堂表彰委員会委員。

## 政策・主張
- 1999年、国旗及び国歌に関する法律案の参議院本会議における採決で反対。

## 囲碁履歴（いずれもアマチュアとしての名誉段位）
- 1996年 - 関西棋院七段。
- 1997年 - 日本棋院七段。
- 2012年 - 日本棋院八段[3]。

## 受賞歴
- 2002年 - 勲一等瑞宝章[27]
- 2011年 - 第40回大倉喜七郎賞[25]

## 著作
- 『連合築城―労働戦線統一はなぜ成功したか』（日本評論社、1992年6月）
- 『民主リベラルの政権構想』（日本評論社、1997年8月）
- 『「出会い」こそ人生の分岐点』（日本評論社、2003年10月）
- 『囲碁文化の魅力と効用』（日本評論社、2008年12月）
- 『浮世絵に映える囲碁文化』（日本評論社、2012年10月）
- 『歌舞伎に映える囲碁文化』（日本評論社、2014年8月）
- 『藩校に学ぶ』（日本評論社、2018年4月）
- 『藩校に学ぶ［補遺］』（日本評論社、2019年6月）
- 『種火を繋ぐ』（日本評論社、2023年3月）
- 『囲碁殿堂誕生』（日本評論社、2024年2月）